# Изопропанол
Изопропано́л (изопропи́ловый спирт, пропано́л-2, также — втор-пропанол, диметилкарбино́л, ИПС, (CH3CH(OH)CH3) — органическое соединение, простейший вторичный одноатомный спирт алифатического ряда. Существует изомер изопропанола — пропанол-1 с гидроксильной группой у крайнего атома углерода.

## Физические свойства
При нормальных условиях изопропанол — прозрачная, бесцветная жидкость с резким характерным запахом. Хорошо растворяет многие эфирные масла, алкалоиды, некоторые синтетические смолы и другие химические соединения. Растворяет некоторые виды пластмасс и резины.
Показатель преломления nD = 1,3776 при 20 °C. Динамическая вязкость при стандартных условиях 2,43 мПа·с — немного более вязкий, чем вода. Молярная теплоёмкость (ст. усл.) — 155,2 Дж/(моль·К). Удельная теплота сгорания — 34,1 МДж/кг.
Смеси паров изопропанола с воздухом образуют взрывчатые смеси. Давление насыщенного пара при 20 °C — 4,4 кПа. Относительная плотность пара по воздуху — 2,1, относительная плотность смеси насыщенный пар/воздух — 1,05 при 20 °C.
Растворим в ацетоне, хорошо растворим в бензоле, с остальными растворителями (вода, органические) смешивается в любых соотношениях.
С водой образует азеотропную смесь 87,9%-го изопропилового спирта с температурой кипения 80,2 °C.
Зависимость температуры замерзания смеси изопропилового спирта с водой от концентрации изопропилового спирта в смеси представлена в таблице, при замерзании концентрированных растворов наблюдается переохлаждение:
| Концентрация спирта, об % | Концентрация спирта, вес. % | Температура замерзания, °C |
| ------------------------- | --------------------------- | -------------------------- |
| 0                         | 0                           | 0                          |
| 10                        | 8                           | −4                         |
| 20                        | 17                          | −7                         |
| 30                        | 26                          | −15                        |
| 40                        | 34                          | −18                        |
| 50                        | 44                          | −21                        |
| 60                        | 54                          | −23                        |
| 70                        | 65                          | −29                        |
| 80                        | 76                          | −37*                       |
| 90                        | 88                          | −57*                       |
| 100                       | 100                         | −90*                       |

(*Наблюдается переохлаждение)

## Химические свойства
Изопропанол обладает всеми свойствами вторичных спиртов жирного ряда, образует простые и сложные эфиры, с щелочными металлами образует алкоголяты. Гидроксильная группа способна замещаться на атом галогена. С ароматическими соединениями изопропиловый спирт конденсируется с образованием производных, таких как изопропилбензол и изопропилтолуол.
При дегидрировании, например ферментом алкогольдегидрогеназой в организме млекопитающего, превращается в ацетон. Реагирует с сильными окислителями, образуя ацетон.

## Получение
Изопропанол получают методами гидрирования ацетона и гидратации пропилена.
Основным способом получения изопропанола в российской промышленности является сернокислотная гидратация пропилена:
{\displaystyle {\ce {CH3CH=CH2\ + H2O ->[{\ce {H2SO4}}] (CH3)2CHOH}}}.
Сырьём может служить, в том числе кроме пропилена, пропан-пропиленовая фракция с содержанием пропилена 30—90 % (фракция получаемая при пиролизе и крекинге нефти). Сейчас начинают чаще использовать чистый пропилен, так как в этом случае процесс можно вести при невысоких давлениях, при этом существенно снижается образование побочных продуктов реакции — полимеров и ацетона.
На первой стадии процесса образуется сернокислотный экстракт, содержащий равновесную смесь изопропилового спирта, изопропилсульфата {\displaystyle {\ce {(CH3)2CHOSO2OH}}}, серной кислоты и воды. На второй стадии процесса сернокислотный экстракт нагревается с водой и отгоняется образующийся изопропиловый спирт.
Прямую гидратацию пропилена осуществляют в основном в присутствии катализатора: ортофосфорной кислоты на твёрдом неорганическом носителе при 240—260 °С и 2,5—6,5 МПа или на носителе из катионообменной смолы при 130—160 °С и 8,0—10,0 МПа.
Изопропиловый спирт получают также окислением алканов воздухом, а также и другими способами.
Современный способ гидрирования ацетона водородом в паровой фазе в присутствии твёрдого медно-никельхромитного катализатора:
{\displaystyle {\ce {CH3COCH3\ +H2->[{\text{катализатор}}]CH3CH(OH)CH3}}}.

## Применение
Изопропиловый спирт используется в качестве заменителя этилового спирта в медицине (в последнее время очень активно, так как не уступает по антисептической активности этанолу), в косметике, парфюмерии, бытовой химии, жидкостей для автомобилей (стеклоомывающих в основном, а также антифризов), медицинских целях, в средствах для очистки стёкол, оргтехники и как растворитель органических веществ в промышленности.
В развитых странах изопропанол широко используется в товарах личной гигиены и в медицине благодаря своей относительно низкой токсичности.
75%-й водный раствор изопропанола используется как дезинфицирующее средство для рук. Вода способствует проникновению сквозь клеточные мембраны бактерий, таким образом обеспечивая более высокую эффективность и лучшее обеззараживание.
Изопропиловый спирт также используется в медицине в качестве вспомогательного компонента профилактического средства от наружного отита.
Эффективен при лечении дерматита протиранием пораженных участков кожи, с малым вредным влиянием на кожу.
Изопропиловый спирт также используют как исходное сырьё для синтеза:
- ацетона (дегидрированием или неполным окислением)
- пероксида водорода
- метилизобутилкетона
- изопропилацетата
- изопропиламина.

По причине особого государственного регулирования использования этанола изопропиловый спирт часто является его заменителем во многих областях его применения. Так, изопропанол входит в состав:
- косметики
- парфюмерии
- бытовой химии
- дезинфицирующих средств
- средства для автомобилей (антифриз, растворитель в зимних стеклоомывателях)
- репеллентов
- промывок печатных плат после пайки с флюсом, продается под названием «Очиститель универсальный».

Изопропиловый спирт применяется в промышленности, при резке алюминия, токарных, фрезерных и прочих работах. В смеси с маслом позволяет значительно повысить производительность металлообработки.
Изопропиловый спирт применяется как референс-стандарт в газовой хроматографии (например, при испытании лекарственных средств на остаточные органические растворители).
Часто используется при сварке оптических волокон для очистки волокна перед скалыванием.
Также используется при обслуживании оргтехники, в частности для очистки поверхностей фотобарабанов лазерных принтеров.
Применялся как компонент бинарного химического оружия для получения зарина.

### Медицина
70%-й изопропиловый спирт применяется вместо этилового спирта в качестве антисептика для пропитки медицинских салфеток.

### Научные исследования
Используется при экстракции ДНК. Поскольку ДНК становится нерастворимой в растворах, содержащих 35 % изопропанола, то при добавлении к ДНК-содержащему раствору соответствующего количества изопропилового спирта становится возможным получить осадок ДНК.

## Влияние на человека
Ингаляционное
В больших количествах изопропиловый спирт ядовит (считается, что в 6 раз более этанола), требует осторожного обращения.
Предельно допустимая концентрация (ПДК) паров изопропанола в воздухе рабочей зоны составляет 10 мг/м³ (ГОСТ 9805-84), в атмосферном воздухе населённых мест — 0,6 мг/м³ (ГН 2.1.6.1338-03). Не накапливается в организме, то есть кумулятивными свойствами не обладает.
Изопропиловый спирт менее летуч, чем, например, этанол, и для достижения больших концентраций его паров необходима значительно большая площадь разлива и испарения. Благодаря этому свойству изопропиловый спирт заменяет этиловый в парфюмерии, дезинфицирующих составах, стеклоомывателях и незамерзающих жидкостях.
Как и все летучие спирты, огнеопасен. При горении даёт яркое пламя, полностью разлагается на воду и углекислый газ. При горении с достаточным избытком воздуха изопропанол не выделяет вредных веществ, копоти и пр.
{\displaystyle {\ce {(CH3)2CHOH + 5O2 -> 3CO2 + 4H2O}}}
Испарение изопропанола из ёмкости в помещении более 30 м³ при температуре 30 °C и ниже не вызывает негативных реакций у людей.
Пероральное
Отравления изопропанолом чаще всего случайны и в основном происходят у детей младше 6 лет. Летальный исход от отравления изопропанолом происходит крайне редко. Употребление внутрь запрещено.
Небольшие дозы изопропанола, как правило, не вызывают значительных расстройств. Серьёзное токсическое воздействие на здорового взрослого человека при пероральном употреблении может быть достигнуто при дозах примерно 50 мл и более. Изопропанол при приёме внутрь метаболизируется в печени под действием алкогольдегидрогеназы в ацетон, что обусловливает его токсическое действие.
При приёме внутрь вызывает опьянение, сходное с алкогольным. Хотя токсичность изопропанола примерно в 3,5 раза выше, чем у этанола, его опьяняющее действие так же выше, но уже в 10 раз. По этой причине смертельные отравления изопропанолом по сравнению с отравлениями от этилового спирта случаются реже, так как человек впадает в алкогольный транс гораздо раньше, чем сможет самостоятельно принять смертельную дозу изопропанола, если только не выпил единовременно от 500 мл.
Биологический полураспад изопропилового спирта в организме человека составляет от 2,5 до 8 часов.

### Наркотические свойства
Изопропиловый спирт обладает наркотическим действием, наркотический эффект от приёма изопропанола почти в 2 раза превышает аналогичный эффект этанола. Концентрация 12 промилле в организме человека, воздействующая в течение 4 часов, вызывает состояние глубокого наркоза и смерть.
При длительном воздействии больших концентраций паров изопропанола в воздухе вызывает головную боль, оказывает раздражающее воздействие на глаза и дыхательные пути. Для достижения данного эффекта человеку потребуется находиться в течение длительного времени в непроветриваемом помещении с большой площадью разлива. Может оказывать угнетающее действие на центральную нервную систему. Длительное вдыхание воздуха с концентрацией, значительно превышающей ПДК, может вызвать потерю сознания. Тяжёлое отравление изопропиловым спиртом происходит редко. Благодаря резкому запаху разливы изопропанола легко обнаруживаются. Поэтому, почувствовав запах, следует обеспечить проветривание помещения и покинуть помещение.